# Cabalgata de la Compañía Gris
En el legendarium del escritor británico J. R. R. Tolkien y en su novela El Señor de los Anillos, la cabalgata de la Compañía Gris es un viaje que hicieron un grupo de Dúnedain, liderados por Aragorn, Legolas, Gimli, Elrohir, Elladan y Halbarad.

## Historia
La cabalgata de Aragorn y la denominada Compañía Gris fue uno de los hechos militares más importantes de la Guerra del Anillo. Porque el futuro Rey y Heredero de Isildur hizo cumplir la promesa a los Muertos de El Sagrario, rota a finales de la Segunda Edad del Sol, durante la Guerra de la Última Alianza; de ayudar a Gondor. Y porque permitió liberar las Regiones del Sur de Gondor de los Corsarios de Umbar y aprovechar su flota para recurrir en auxilio de Minas Tirith en la Batalla de los Campos del Pelennor. Esta acción militar comenzó el 8 de marzo del año 3019 de la Tercera Edad y finalizó el 13 de marzo del mismo año.
Tras cruzar los Senderos de los Muertos la Compañía Gris desciende hacia el Valle del Morthond, seguida por los Espectros de El Sagrario. Y cabalgando rápido cruzan el río por un puente en dirección a la Colina de Erech. A su paso, los pobladores de la región huyen despavoridos ante la presencia del siniestro Ejército.
Al llegar a la Colina, Aragorn convoca a los Muertos del Sagrario frente a la Piedra de Erech, el mismo lugar en que Isildur lo había hecho en el año 3429 S. E.; y los exhorta a cumplir con el juramento traicionado. Esa noche la Compañía Gris acampa en el lugar aunque muy pocos pudieron dormir por el terror a los Espectros.
A la mañana siguiente "(...)Aragorn se levantó; y guio a la compañía en el viaje más precipitado y fatigoso que ninguno de los hombres, salvo él mismo, había conocido jamás... Nadie entre los mortales hubiera podido soportarlo, nadie excepto los Dúnedain del Norte, y con ellos Gimli el enano y Legolas de los elfos"(ESDLA. Libro V. Cap 2). Entraron a Lamedon cruzando el Desfiladero de Tarlang y al llegar a Calembel, ciudad situada a las orillas del Río Ciril, la encontraron vacía, pues su población se había refugiado en las Montañas Blancas por la Guerra. 
Cuatro días más cabalgaron enloquecidamente, ya con las tinieblas de Mordor sobre todo el Sur de Gondor. Cruzaron el Ringló y llegaron a Linhir, la ciudad ubicada a orillas del Gilrain. Allí tuvieron su primera Batalla, pues los habitantes de Lamedon se batían con los Corsarios de Umbar y los Haradrim. Pero estos abandonaron la lucha al ver al Ejército de los Muertos y huyeron hacia el sureste. Aragorn le pidió a Angbor, Señor del Lamedon, que reuniera a sus huestes y lo siguiera a Pelargir.
Cruzaron el Gilrain, entrando a Lebennin, y dispersaron a las huestes enemigas que huían. Luego hicieron un alto para descansar, pero Aragorn presintió que el Rey Brujo había atacado Minas Tirith y los conminó a seguir cabalgando, por lo que el descanso solo duró unas pocas horas. Esforzando a las cabalgaduras cruzaron las llanuras de Lebennin y al finalizar el cuarto día legaron a Pelargir.
Allí se encontraba la flota principal de los Corsarios, fondeada en el puerto del Ethir Anduin. Pero como algunos fugitivos trajeron la noticia de la llegada del Ejército de Espectros, algunos Dromones estaban zarpando para huir hacia la otra orilla del Río Grande. Aun así, todavía quedaban unos cincuenta navíos de gran porte y multitud de embarcaciones más pequeñas. Al llegar, Aragorn se detuvo y convocó a "Los Muertos"; quienes se deslizaron, sorda y espectralmente, sobre los navíos y los atacaron. Los que no perecieron del miedo conocieron el dolor de las espadas y lanzas espectrales. Mientras tanto, la Compañía Gris, junto al ejército de Angbor, atacaba y mataba a los fugitivos, derrotándolos por completo.
Aragorn, luego de la batalla, se encaramó al mayor de los buques y volvió a convocar a los Espectros. Desde allí les dijo en voz tonante: "(...)—¡Escuchad ahora las palabras del Heredero de Isildur! Habéis cumplido vuestro juramento. ¡Retornad, y no volváis a perturbar el reposo de los valles! ¡Partid, y descansad!" (Ibidem. Cap 9). Ese fue el fin de la Cabalgata de la Compañía Gris.
- Datos: Q5737791